# Хаммершмидт, Андреас
Андреас Хаммершмидт (нем. Andreas Hammerschmidt; 1611 или 1612 — 29 октября 1675) также известный как Орфей из Циттау — немецкий композитор и органист эпохи раннего и среднего барокко. Один из самых значительных и популярных композиторов духовной музыки в Германии середины XVII века.

## Биография
Родился в городке Брюкс, маленькой протестантской общине Чехии, от отца-саксонца и матери-чешки. Во время Тридцатилетней войны семья была вынуждена бежать из Чехии и в 1626 поселилась во Фрайберге, где приняла католичество. Хаммершмидт, скорее всего, не учился у композитора Кристофа Демантиуса, который был кантором во Фрайберге и наиболее значительным музыкантом в городе, но возможно он знал его. Многие известные музыканты в стиле раннего барокко жили во Фрайберге, но не ясно, кто из них учил Хаммершмидта. Во всяком случае он получил превосходное для того времени музыкальное образование.
Хаммершмидт покинул Фрайберг в 1633 году получив должность органиста у графа Рудольфа фон Бунау, но вернулся во Фрайберг в следующем году в качестве органиста. Вскоре после его возвращения он женился, и из его шести детей трое умерли в младенчестве. В 1639 году он покинул Фрайберг снова, переехав в Циттау, где сменил органиста Кристофа Шрайбера, он остался в Циттау на этом посту до конца своей жизни. Музыкальная жизнь в Циттау была серьёзно подорвана Тридцатилетней войной, во время которой поредели хоры и снизились музыкальные стандарты Хаммершмидт выдержал и после окончания войны в 1648 году музыкальная жизнь медленно восстановилась до прежнего высокого качества.
Точные отчеты о своей деятельности в Циттау содержат белые пятна, так как документы были сожжены в 1757 году, когда город был разрушен австрийцев в Семилетней войне, однако Хаммершмидт в этот период своей карьеры стал одним из самых известных композиторов в Германии и самым известным представителем поколения после Генриха Шютца стиля кончертато. Несмотря на то, что он был уважаемым и признанным в качестве эксперта по многим вопросам, он, кажется был склонен к вспышкам гнева, некоторые из которых приводили его к дракам. Он пользовался своим положением как музыкант и общественный деятель, и, видимо, жил в некоторых роскоши, обладая домом в городе и усадьбой.

## Музыка
Хаммершмидт писал мотеты, концерты и арии, и почти все его произведения являются духовной вокальной музыкой в стиле кончертато. По словам Манфреда Букофзера (1947), он «доносил достижения Шютца народу». Многие его композиции сделаны в форме хоральной монодии и адаптированы для духовных целей и в частности для протестантов. Хаммершмидт представляет второе поколение композиторов, которые определили сущность немецкой барочной традиции из форм и стилей Италии.
До современников дошло более 400 работ Хаммершмидта, в целом около 14 отдельных коллекций. Как отмечал Хаммершмидт, песнопения представлены в более консервативном стиле.
Некоторые из его концертов написаны для больших ансамблей, с различными комбинациями инструментов и голосов (например, наборы из Gespräche über die Evangelia of 1655—1656; прошло много времени после войны, когда большие ансамбли стали снова доступны). Он написал эти пьесы для церковных воскресных и праздничных дней, а их структура и замысел предзнаменовал позднее немецкую церковную кантату, о чём свидетельствует известнейший Иоганн Себастьян Бах.
Хотя Хаммершмидт был органистом всю свою жизнь, его органные произведения не сохранились, нет никаких доказательств, что он опубликовал из них что-нибудь. Некоторая инструментальная музыка дошла до нас в трех публикациях, большинство этих сюит для танцев находилось под влиянием английского стиля, который был распространен в северной части Германии.

## Частичный список работ
- Musicalische Andachten (Freiberg, 1639, 1641, 1642)
- Musicalische Gespräche über die Evangelia (Dresden, 1655)
- Erster Fleiß (Freiberg, 1636)
- Kunst des Küssens
- Schaffe in mir Gott ein reines Herz
- Machet die Tore weit
- Verleih uns Frieden Herr (Da pacem Domine)
- Wie bin ich doch so herzlich froh
- Osterdialog
- Freue dich, du Tochter Zion
- Fest- and Zeit-Andachten (Dresden, 1671)
- Ach mein herzliebes Jesulein
- Jauchzet, ihr Himmel
- Lob, Ehr sei Gott
- Schmücket das Fest mit Maien

## Список литературы
- Johannes Günther Kraner, "Andreas Hammerschmidt, " in The New Grove Dictionary of Music and Musicians, ed. Stanley Sadie. 20 vol. London, Macmillan Publishers Ltd., 1980. ISBN 1-56159-174-2
- Johannes Günther Kraner, Steffan Voss: «Andreas Hammerschmidt», Grove Music Online ed. L. Macy (Accessed June 5, 2005), (subscription access)
- Manfred Bukofzer, Music in the Baroque Era. New York, W.W. Norton & Co., 1947. ISBN 0-393-09745-5